# Phyllochaetopterus elioti
Phyllochaetopterus elioti är en ringmaskart som beskrevs av Crossland 1903. Phyllochaetopterus elioti ingår i släktet Phyllochaetopterus och familjen Chaetopteridae. Inga underarter finns listade i Catalogue of Life.